# Symbrenthia
Symbrenthia es un género de lepidópteros de la subfamilia  Nymphalinae en la familia Nymphalidae que se encuentra en  Asia.

## Especies[2]
- Symbrenthia anna Semper, 1888
- Symbrenthia brabira Moore, 1872
- Symbrenthia doni (Tytler, 1940)
- Symbrenthia hippalus C. & R. Felder, 1867
- Symbrenthia hippoclus (Cramer, 1779)
- Symbrenthia hypatia (Wallace, 1869)
- Symbrenthia hypselis (Godart, 1824)
- Symbrenthia hysudra Moore, 1874
- Symbrenthia intricata (Fruhstorfer, 1897)
- Symbrenthia javanus Staudinger, 1897
- Symbrenthia lilaea (Hewitson, 1864)
- Symbrenthia niphanda Moore, 1872
- Symbrenthia platena Staudinger, 1897
- Symbrenthia silana de Nicéville, 1885
- Symbrenthia sinoides Hall, 1935
- Symbrenthia viridilunulata Huang & Xue, 2004